# Merdingen
Merdingen es un municipio en el distrito de Brisgovia-Alta Selva Negra en Baden-Wurtemberg, Alemania. Está ubicado en la vertiente escarpada occidental del Tuniberg.